# Andrei Girotto
Andrei Girotto (17 de febrero de 1992) es un futbolista brasileño que juega como centrocampista en el Al-Taawoun F. C. de la Liga Profesional Saudí.
Jugó para clubes como el Metropolitano, Tombense, América, Palmeiras, Kyoto Sanga F. C. y Chapecoense.

## Trayectoria

### Clubes
| Club                        | País           | Año       |
| --------------------------- | -------------- | --------- |
| C. A. Metropolitano         | Brasil         | 2010-2013 |
| Hercílio Luz F. C. (cedido) | Brasil         | 2011      |
| Tombense F. C.              | Brasil         | 2013-2017 |
| América Mineiro (cedido)    | Brasil         | 2013-2014 |
| S. E. Palmeiras (cedido)    | Brasil         | 2015      |
| Kyoto Sanga F. C. (cedido)  | Japón          | 2016      |
| Chapecoense (cedido)        | Brasil         | 2017      |
| F. C. Nantes                | Francia        | 2017-2023 |
| Al-Taawoun F. C.            | Arabia Saudita | 2023-     |

## Palmarés

### Títulos nacionales
| Título          | Club         | País    | Año  |
| --------------- | ------------ | ------- | ---- |
| Copa de Francia | F. C. Nantes | Francia | 2022 |